# Ed Markey
Edward John Markey, detto Ed (Malden, 11 luglio 1946), è un politico statunitense, senatore per lo stato del Massachusetts dal 2013 e in precedenza membro della Camera dei Rappresentanti per lo stesso stato dal 1976 al 2013.

## Biografia
Nato e cresciuto nel Massachusetts, dopo gli studi Markey si dedicò alla politica con il Partito Democratico e nel 1973 ottenne un seggio all'interno della legislatura statale. Markey ha origini irlandesi, danesi e norvegesi.
Tre anni dopo il deputato Torbert Macdonald, in carica dal 1955,  morì improvvisamente e Markey si candidò per il suo seggio alla Camera, riuscendo a farsi eleggere con il 77% dei suffragi. A partire da quella elezione, Markey fu deputato per 37 anni, fino al 2013.
Nel 2013 Markey annunciò la sua intenzione di concorrere nelle elezioni speciali per assegnare il seggio del Senato lasciato vacante da John Kerry, appena nominato Segretario di Stato. Il 25 giugno è stato eletto senatore, sconfiggendo il candidato repubblicano Gabriel Gomez con il 54,8% dei voti contro il 44,8%.
Markey si configura come democratico progressista. Sposato con la dottoressa Susan Blumenthal, Markey collabora spesso con l'Huffington Post.